# Comité Paralímpico Español
El Comité Paralímpico Español (CPE) es la institución encargada de organizar, coordinar y supervisar el deporte de alta competición practicado por personas con discapacidad a nivel nacional. Fundado el 6 de septiembre de 1995, su misión principal es organizar la participación de España en los Juegos Paralímpicos, que se celebran cada cuatro años a continuación de los Olímpicos. También se ocupa de gestionar el Plan Apoyo al Deporte Objetivo Paralímpico (ADOP). Forman parte del CPE todas las federaciones españolas de deportes de personas con discapacidad, así como todas las federaciones olímpicas que han integrado modalidades incluidas en el programa paralímpico.
Es socio adherido del Comité Español de Representantes de Personas con Discapacidad (CERMI).
Su actual presidente es Alberto Durán, que ocupa el cargo desde 2024. El anterior fue Miguel Carballeda (2004-2024).

## Federaciones
- Federación Española de Deportes para Ciegos (FEDC)[3]
- Federación Española de Deportes de Personas con Discapacidad Física (FEDDF)[3]
- Federación Española de Deportes para Discapacitados Intelectuales (FEDDI)[3]
- Federación Española de Deportes para Sordos (FEDS)[3]
- Federación Española de Deportes de Paralíticos Cerebrales (FEDPC)[3]

## Patrocinadores
Londres 2012. Durante el Ciclo Paralímpico de Londres 2012, un total de 16 marcas acompañaron al Equipo Paralímpico Español en su camino a los Juegos como patrocinadores y dentro del Plan ADOP. Cabe destacar AXA, El Corte Inglés, Sanitas, Persán, Liberty Seguros, Gadisa, Telefónica, Calidad Pascual, Groupama, Iberdrola y Renfe, que comenzaron desde el comienzo del ciclo, en 2009. Más tarde, en 2011, se unieron otras marcas como Unidental, Cofidis, Santa Lucía, Norauto y Ford. En total, las marcas patrocinadoras aportaron 14 millones de euros a la preparación del equipo paralímpico español para este ciclo. Además, el Comité Paralímpico Español contó con la colaboración de entidades como Fundación ONCE, Fundación ACS, Fundación Cultural Banesto, Caja Madrid, Fundación Iberdrola, Fundación Mapfre y Fundación Adecco.
Dentro de este ciclo paralímpico, también surgen un par de proyectos de apoyo al deporte de base. Se trata del Equipo AXA de Promesas Paralímpicas de Natación y el Equipo Liberty Seguros de Promesas Paralímpicas de Atletismo, cuyos objetivos son los captar nadadores y atletas jóvenes, formarlos y conseguir de ellos un alto nivel de rendimiento a medio y largo plazo, mediante planes técnicos de formación y especialización, asistencia a competiciones nacionales e internacionales, y apoyo a los entrenadores y clubes, con la meta puesta en su posible participación en unos Juegos Paralímpicos.
Río 2016. Para el siguiente ciclo paralímpico, que condujo a los Juegos Río 2016, el Comité Paralímpico español contó con el apoyo de un total de 30 marcas patrocinadoras. En esta ocasión, se unieron al equipo español empresas como Loterías y Apuestas del Estado (2014), Cerealto Siro Foods (2015), Repsol (2015), ElPozo (2015), Decathlon (2015), Viajes Barceló (2015), MGS Seguros (2016), Iberia (2016), Luanvi (2016), Correos (2016) y Pelayo Seguros (2016). En ese momento, la cantidad de ayuda de los patrocinadores para el Plan ADOP y la preparación de atletas para los Juegos Paralímpicos de Río ascendió a 21,5 millones de euros. Y en esta ocasión, colaboraron las siguientes entidades: Fundación Banco Santander, Fundación ACS, Fundación Cultural Banesto, Caja Madrid, Red Eléctrica de España y Fundación Trinidad Alfonso.
Tokio 2020. Y nos presentamos en el ciclo paralímpico actual, que conducirá a los Juegos de Tokio en 2021. Casi treinta marcas son patrocinadoras del Plan ADOP. Para este último período, entidades como Idilia Foods (2017), Sanitas (2017), Liga Nacional de Fútbol Profesional (2018), CaixaBank (2018), Ámbar (2018) y Aldi (2019) se unen a la familia paralímpica. En el ciclo actual que concluirá con los Juegos de Tokio, finalmente en 2021, los patrocinadores superan en poco más de 16 millones de euros sus contribuciones hasta el momento.
Para este último período de ciclos paralímpicos, surge un nuevo programa de apoyo a jóvenes deportistas con discapacidad. Se trata del Equipo Cofidis de Promesas Paralímpicas de Ciclismo. La vocación es la misma: detectar nuevos talentos en el ciclismo paralímpico e impulsar sus carreras.